# Задвижка (картина Фрагонара)
«Задвижка» (фр. Le Verrou) — картина французского, парижского художника Жан-Оноре Фрагона́ра (1732—1806), созданная около 1777 года и входящая в каталог 800 самых примечательных живописных произведений Лувра. Приобретена парижским музеем в 1974 году. Одна из самых знаменитых работ из множества произведений Фрагонара на галантно-эротическую тему.
Другие русские названия: «Дверная защёлка», «Щеколда», «Засов» и даже «Замок».

## История создания

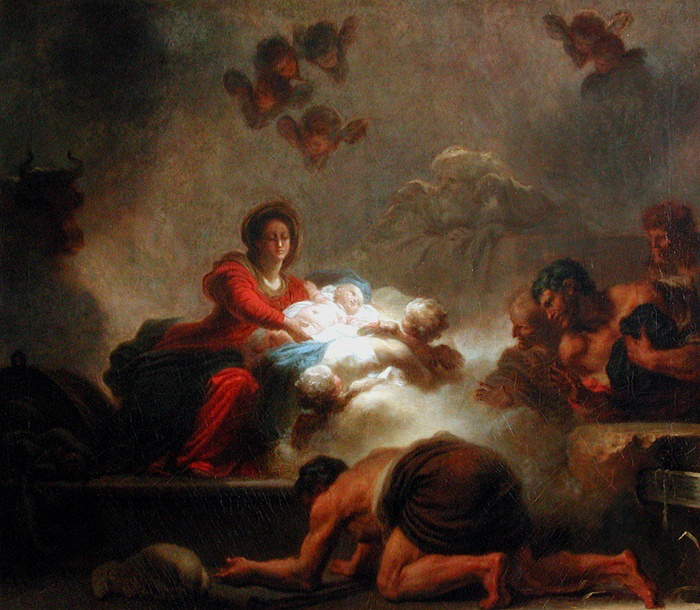
«Поклонение пастухов» Фрагонара, ок. 1775; коллекция Лувра

Картина была написана художником после его второго путешествия в Италию, завершившегося в 1774 году, — на заказ, поступивший от маркиза де Вери (Louis-Gabriel Véri-Raionard, marquis de Véri; 1722—1785). Маркиз уже имел в своей коллекции полотно Фрагонара на религиозную тему с сюжетом из Библии «Поклонение пастухов» (L’Adoration des bergers) и желал иметь вторую картину, симметричную первой, но совершенно противоположной тематики. Поэтому у этих двух картин одинаковый размер и общая цветовая гамма.
В 1777 году был продан рисунок картины, а 1784 году Морис Бло (Maurice Blot; 1754—1818) сделал с живописного полотна Фрагонара гравюру — поэтому датировка картины находится в этом временном промежутке.
17 декабря 1999 года небольшой эскиз картины (26×32,5 см, лот № 95) был продан на аукционе «Кристис» за £ 5 281 500 (примерно 8 080 000 €).

## Описание

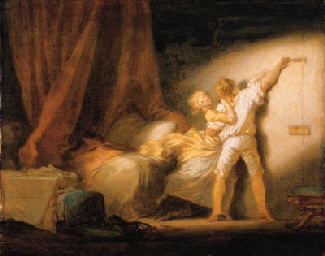
Эскиз картины, проданный на аукционе «Кристис» 17 декабря 1999

Сцена любви молодой пары в комнате в тот момент, когда кавалер уже раздет до нижнего белья. Не отрывая взгляда от дамы, объекта своей страсти, любовник крепко прижимает её к себе левой рукой, тогда как его правая рука устремлена в противоположную сторону — к двери, на которой он закрывает верхнюю задвижку. Его дама, ещё одетая девушка, пытается его остановить, правой рукой она старается оттолкнуть его голову, а левой также тянется к дверной задвижке. Видно её лицо, и нетрудно догадаться, каким будет продолжение этой сцены, как только дверь будет закрыта наглухо.
Композиция картины строится по диагонали, из светлого правого верхнего угла с задвижкой на двери — в тёмный левый нижний угол со столиком, на котором лежит яблоко, библейский символ искушения и грехопадения. Видна большая кровать, уже смятая, а на переднем плане — упавший стул с чёрной одеждой кавалера.

## Продолжение цикла

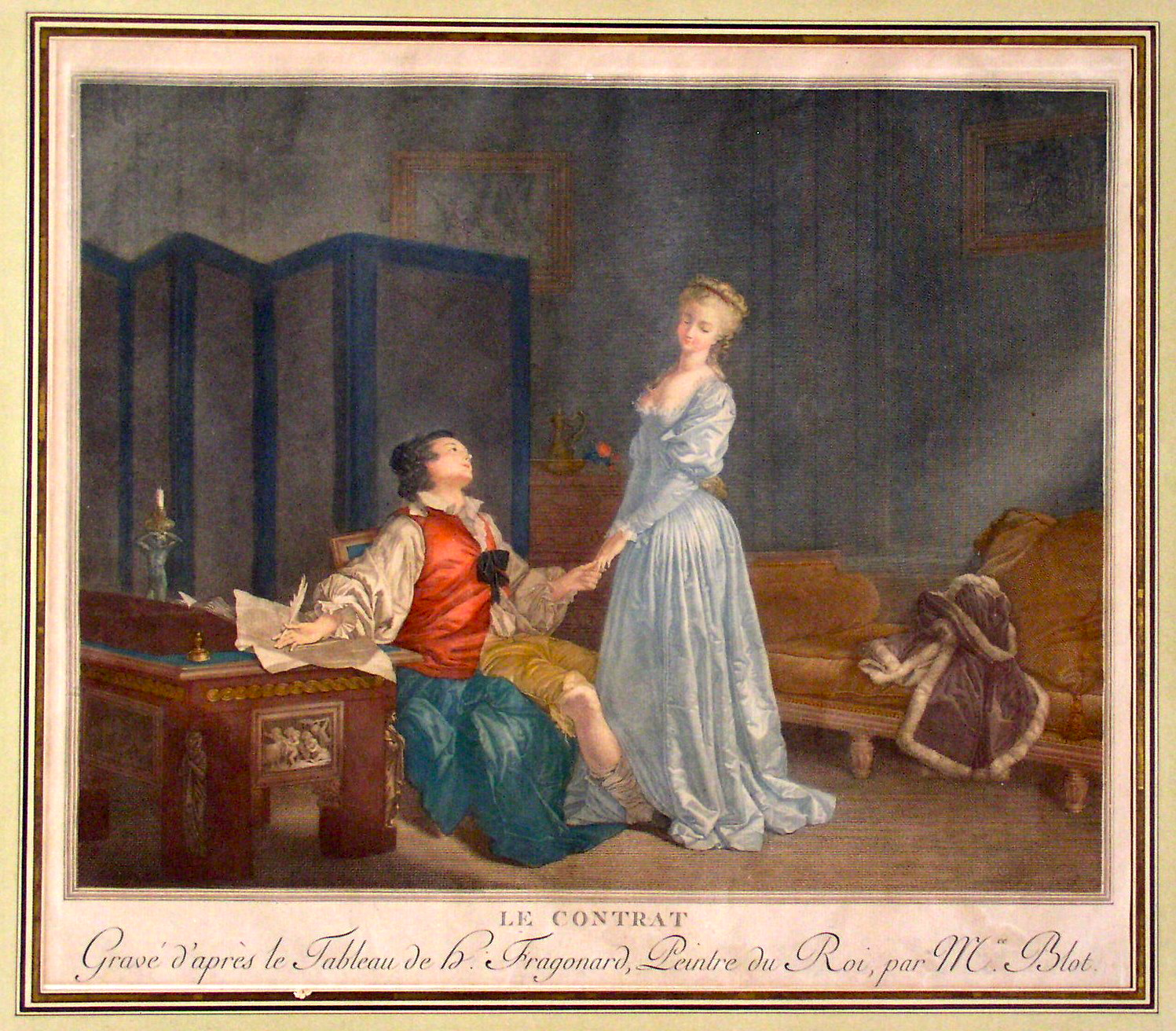
«Контракт» (1792 г.), гравюра Мориса Бло.

Успех картины был поразительным во многом именно благодаря гравюре c неё. Самые известные картины в то время распространялись в виде эстампов. Художник Морис Бло сделал гравюру с этой картины Фрагонара, что принесло ему небывалый успех. Это натолкнуло Фрагонар на мысль самостоятельно делать гравюры, и он создал «Шкаф», как продолжение истории «Задвижки». На изображении родители девушки обнаруживают возлюбленного дочери, который спрятался в платяном шкафу. При этом Морис Бло самостоятельно сделал пару к картине «Засов», новое произведение получает название «Контракт» или «Брачное обязательство». Считается, что сюжет был подсказан другой картиной Фрагонара, которая исчезла. На гравюре Бло перед нами те же герои: юноша подписывает бумагу, вероятно, брачный контракт и с любовью смотрит на свою молодую жену. На стенах мы видим уже знакомые картины «Задвижка» и «Шкаф».

## Фильмография
- «Любовь под балдахином», фильм Алена Жобера[фр.] из цикла «Палитры» (Франция, 1991).